# 1693
| 1693               |
| ------------------ |
| Dødsfald - Fødsler |
| • Begivenheder     |

| Gregoriansk kalender | 1693 MDCXCIII           |
| Ab urbe condita      | 2446                    |
| Armensk kalender     | 1142 ԹՎ ՌՃԽԲ            |
| Kinesiske kalender   | 4389 – 4390 壬申 – 癸酉 |
| Etiopisk kalender    | 1685 – 1686             |
| Jødisk kalender      | 5453 – 5454             |
| Hindukalendere       |                         |
| - Vikram Samvat      | 1748 – 1749             |
| - Shaka Samvat       | 1615 – 1616             |
| - Kali Yuga          | 4794 – 4795             |
| Iransk kalender      | 1071 – 1072             |
| Islamisk kalender    | 1104 – 1106             |

Konge i Danmark: Christian 5. 1670-1699
Se også 1693 (tal)

## Begivenheder
- Den sidste danske heksebrænding finder sted
- 11. januar - Vulkanen Etna på Sicilien kommer i udbrud

## Født
- Anna Sophie Reventlow, dansk dronning.